# Tien Quan Ca
Tien Quan Ca (en vietnamita: Tiến Quân Ca) (en español: Marchen al frente) es el himno nacional de Vietnam. Fue creado por Nguyễn Văn Cao, siendo adoptado en 1945 por Vietnam del Norte. En 1975 se adoptó para el Vietnam reunificado.

## Letra
1.ª estrofa
Đoàn quân Việt Nam đi
Chung lòng cứu quốc
Bước chân dồn vang trên đường gập ghềnh xa
Cờ in máu chiến thắng mang hồn nước,
Súng ngoài xa chen khúc quân hành ca.
Đường vinh quang xây xác quân thù,
Thắng gian lao cùng nhau lập chiến khu.
Vì nhân dân chiến đấu không ngừng,
Tiến mau ra sa trường,
Tiến lên, cùng tiến lên.
Nước non Việt Nam ta vững bền.
Đoàn quân Việt Nam đi
Sao vàng phấp phới
Dắt giống nòi quê hương qua nơi lầm than
Cùng chung sức phấn đấu xây đời mới,
Đứng đều lên gông xích ta đập tan.
Từ bao lâu ta nuốt căm hờn,
Quyết hy sinh đời ta tươi thắm hơn.
Vì nhân dân chiến đấu không ngừng,
Tiến mau ra sa trường,
Tiến lên, cùng tiến lên.
Nước non Việt Nam ta vững bền.

### Traducción al español
1.ª estrofa
Soldados de Vietnam, marchando hacia adelante
Unidos en determinación para salvar la nación,
Nuestros pasos resuenan en el largo y arduo camino:
Nuestra bandera, enrojecida con la sangre de la victoria, lleva el espíritu de la nación.
El ruido de las armas distantes se unen a nuestra canción de marcha.
Nuestro glorioso camino está construido sobre los cadáveres de nuestros enemigos.
Superando la dificultad, juntos construimos nuestras bases de resistencia.
Por la gente, dejenos pelear sin cesar,
Apresurandose al campo de batalla
¡Adelante! ¡Todos adelante!
Vietnam es eterna.
Soldados de Vietnam, marchando hacia adelante
La estrella dorada ondeando
Liderando a nuestra gente y a nuestra tierra lejos de la miseria
Uniendo manos en nuestra lucha para construir una nueva vida.
Creciendo en unión, rompiendo las cadenas y despedazando los grilletes.
Durante vario tiempo hemos tragado nuestro odio.
Prometer el sacrificio para una vida más brillante.
Por la gente, dejenos pelear sin cesar,
Apresurandose al campo de batalla
¡Adelante! ¡Todos adelante!
Vietnam es eterna.
- Datos: Q208016
- Multimedia: Tiến Quân Ca / Q208016